# Sziracsa
Sziracsa (thaiul írva: ศรีราชา, nyugati átírással: Si Racha) kisváros Thaiföldön, Csonburi tartományban. Bangkok központjától kb. 80 km-re délkeletre, Csonburi és Pattaja között fekszik a Thai-öböl keleti partján. 

## Látnivalók
- Si Racha Tiger Zoo, Több mint 400 bengáli tigrissel.
- Khao Khew Open Zoo, vadon élő állatok és madárház ritka madarakkal
- Wat Ko Loi templom az azonos nevű Ko Loi szigetén. A szigetet egy 1,5 km hosszú töltésút köti össze a szárazfölddel.
- A közeli Ko Sichang szigete (kompok indulnak sűrűn a város kikötőjéből)